# 화산세고 목판
화산세고 목판(花山世稿 木板)은 대한민국 경상남도 합천군 대병면 회양리에 있는 조선시대의 목판이다.
1986년 8월 6일 경상남도의 유형문화재 제259호 화산세고책판으로 지정되었다가, 2018년 12월 20일 현재의 명칭으로 변경되었다.

## 개요
안동 권씨 집안에서 간행한 세고이다. 이 세고의 서문은, 조선 고종 원년(1896)에 송병순이 썼다. 이 책판은 8권 2책으로 1911년에 간행하였으며, 목록을 합하여 20권 11책으로 구성되어 있다.

## 참고 문헌
- 화산세고 목판 - 국가유산청 국가유산포털